# Julius Maggi
Julius Michael Johannes Maggi (ur. 9 października 1846 we Frauenfeld, zm. 19 października 1912 w Küsnacht) – szwajcarski przedsiębiorca, twórca pierwszych zup w proszku oraz przyprawy w płynie maggi.

## Życiorys
W 1886 roku Maggi opracował roślinną przyprawę w płynie, a w 1895 roku stworzył rosół w kostkach pakowanych w papierki. W przeciwieństwie do wcześniejszego wynalazku Justusa von Liebiga, jego produkt nie zawierał ekstraktu mięsnego, a jedynie sól, tłuszcz roślinny, suszone warzywa i przyprawy. Był dlatego tańszy niż produkt Liebiga i zyskał większą popularność na rynku. Maggi prowadził także agresywną kampanię reklamową, dużo inwestując w plakaty reklamowe i angażując artystów do opracowania wizualnej identyfikacji produktu.